# Massimo Brambilla
Massimo Brambilla (Vimercate, 4 marzo 1973) è un allenatore di calcio ed ex calciatore italiano, di ruolo centrocampista, tecnico della Juventus Next Gen.

## Biografia
Anche il figlio Alessio, nato nel 2001, è un calciatore, sempre di ruolo centrocampista: dopo aver fatto tutta la trafila del settore giovanile del Milan, di cui ha anche capitanato la squadra Primavera, nell'estate del 2021 si è trasferito al Cesena, con cui ha iniziato la carriera da professionista.

## Carriera

### Giocatore

#### Club

##### Gli inizi al Monza

Brambilla in azione al Monza nel 1993

Crebbe calcisticamente nel settore giovanile del Monza, con cui esordì in prima squadra nella stagione 1990-1991, disputando il campionato di Serie C1; l'anno dopo conquistò la promozione in Serie B. Rimase in biancorosso altre due stagioni e mezza, disputando due campionati di Serie B e metà stagione in Serie C1.

##### Reggiana e Parma
Nel gennaio del 1995 venne prelevato dalla Reggiana, allora in Serie A, con cui disputò metà stagione; a seguito della retrocessione della Regia in Serie B, fu acquistato dal Parma. Nella stagione 1995-1996 disputò 26 incontri nel massimo campionato, permanendo in gialloblù anche nella prima parte della stagione 1996-1997, durante la quale collezionò solo 9 presenze.

##### Bologna e Torino
Nel gennaio 1997 fu acquistato a titolo definitivo dal Bologna, con cui disputò la seconda parte della stagione 1996-1997, collezionando 14 presenze e il settimo posto in Serie A.
Nell'estate 1997, per via dell'approdo al Bologna di Roberto Baggio, rimase un po' in disparte, collezionando soltanto 2 spezzoni di partita, pertanto ad ottobre dello stesso anno fu ceduto al Torino, all'epoca in Serie B. Nella prima stagione in maglia granata disputò 26 partite, mettendo a segno 2 gol. Nel finale di campionato, però, subì un grave infortunio che ne pregiudicò le prestazioni anche nella stagione 1998-1999, in cui disputò soltanto 11 incontri nelle ultime giornate, ma contribuendo comunque alla riconquista della Serie A del Toro dopo 3 anni di assenza.
Nella stagione 1999-2000 collezionò 28 presenze nella massima serie, non riuscendo comunque a evitare l'immediata retrocessione in Serie B della sua squadra. Nella stagione 2000-2001 la squadra fu affidata a Luigi Simoni, il quale lo relegò spesso in panchina, facendolo giocare solamente nei finali di gara. A seguito dell'esonero di Simoni, la squadra fu affidata a Giancarlo Camolese, il quale ne fece un titolare fisso, conquistando anche una nuova promozione in Serie A.

##### Siena e Cagliari
Nella stagione 2001-2002 Camolese non lo schierò più con continuità, collezionando appena 8 presenze, così nella stagione 2002-2003 si accasò al Siena, con cui giocò il campionato di Serie B, contribuendo alla prima storica promozione in Serie A per il club toscano.
Ciononostante, nella stagione 2003-2004 venne ceduto al Cagliari in Serie B, con cui disputò il primo campionato da titolare collezionando 40 presenze, ma soprattutto permettendo al Cagliari di riconquistare dopo quattro anni la Serie A. Nella stagione 2004-2005 fu schierato quasi sempre titolare da Daniele Arrigoni, ma a gennaio incappò nuovamente in un brutto infortunio che lo estromise per quasi tutto il girone di ritorno, collezionando in totale 17 presenze. La sua ultima partita nella massima serie, ovvero Juventus-Cagliari (terminata 4-2), coincise con quella dell'addio al calcio giocato di Gianfranco Zola.

##### Mantova, ritorno al Monza e Pergocrema
Nella stagione 2005-2006 decise di approdare al Mantova neopromosso in Serie B: partita con ambizioni da metà classifica, la squadra virgiliana restò a sorpresa in testa alla classifica fino alla sosta natalizia, salvo poi calare nel rendimento e qualificarsi ai play-off, dove perse la finale per la promozione in Serie A contro il Torino. Nella stagione 2006-2007 (la seconda e ultima con il Mantova) collezionò 25 presenze, ma senza poter disputare nuovamente i play-off a causa della differenza di dieci punti tra la terza e la quarta classificata in Serie B.
Dopo la scadenza del contratto col Mantova, il 9 luglio 2007 si accasò al Monza, ritornando così nella squadra che lo aveva lanciato nel calcio professionistico. Nell'estate 2008 firmò per il Pergocrema, con cui concluse la carriera agonistica al termine della stagione 2009-2010.

#### Nazionale
Ha giocato nella nazionale under 21, con cui vinse nel 1996 il campionato europeo di categoria, e nella nazionale olimpica, con cui partecipò al torneo di Atlanta 1996.

### Allenatore

#### Gli inizi
Nella stagione 2010-2011, appena ritiratosi dall'attività agonistica col Pergocrema, fece parte dello staff del settore giovanile della stessa società calcistica, guidando i Giovanissimi Nazionali. Nell'estate 2011 sottoscrisse un contratto con il Novara, società neopromossa in Serie A, che gli affidò gli Allievi Nazionali; nella stagione successiva passò invece alla guida dei Giovanissimi Nazionali.
Il 10 dicembre 2012 iniziò a frequentare a Coverciano il corso di abilitazione per il master di allenatori professionisti Prima Categoria-Uefa Pro.

#### Atalanta: U-17 e Primavera
Nella stagione 2015-2016 allenò gli Allievi Nazionali dell'Atalanta, con cui vinse il Torneo Città di Arco, lo Scudetto e la Supercoppa di categoria; allenò la medesima squadra anche nella stagione 2016-2017, in cui vinse nuovamente il Torneo di Arco oltre al Torneo Internazionale Maggioni-Righi, mentre nella stagione 2017-2018 divenne l'allenatore della Primavera del club bergamasco, arrivando fino alla semifinale di campionato e Coppa Italia di categoria.
Nella stagione 2018-2019 riuscì a vincere il campionato battendo l'Inter in finale per 1-0, mentre in Coppa Italia venne eliminato per mano del Torino in semifinale. Nella stagione 2019-2020 l'Atalanta vinse per la prima volta la Supercoppa Primavera, battendo il 28 ottobre 2019 la Fiorentina per 2-1, e partecipò alla UEFA Youth League, venendo eliminata agli ottavi dall'Olympique Lione ai tiri di rigore; la vittoria del campionato questa volta fu assegnata a tavolino poiché, al momento della sospensione dovuta alla pandemia di COVID-19, l'Atalanta si trovava in testa alla classifica, mentre dalla Coppa Italia Primavera era stata eliminata ai quarti per mano della Roma. Nella stagione 2020-2021 raggiunse la finale del campionato, persa contro l'Empoli.

#### Juventus Next Gen
Il 28 giugno 2022 assunse per la prima volta la guida di una squadra professionistica, venendo chiamato sulla panchina della Juventus Next Gen, la seconda squadra bianconera militante nel campionato di Serie C. Nella stagione d'esordio coi torinesi raggiunse la finale di Coppa Italia di Serie C, persa nel doppio confronto contro il Vicenza, mentre in campionato ottenne l'obiettivo minimo della salvezza ma non riuscì a qualificarsi ai play-off.
Nella stagione 2023-2024, grazie al settimo posto finale nel girone B di Serie C, centrò l'accesso ai play-off, in cui la Juventus Next Gen superò il primo turno e raggiunse la fase nazionale, venendo eliminata ai quarti di finale  per mano della Carrarese (vincitrice finale del torneo) a causa del peggiore piazzamento conseguito in stagione regolare. Al termine di questo biennio, lasciò la squadra bianconera.

#### Foggia, ritorno alla Juventus Next Gen
Il 21 giugno 2024 aveva assunto la guida tecnica del Foggia, in Serie C, diventando per la prima volta allenatore di una prima squadra. Aveva debuttato sulla panchina rossonera il successivo 10 agosto, in occasione del primo turno di Coppa Italia Serie C, cadendo contro il Monopoli. Il 25 settembre 2024, dopo la sconfitta interna contro il Giugliano (1-2), giunta a corollario di una crisi di risultati e gioco, era stato esonerato con la squadra al quart'ultimo posto in classifica. Il 30 ottobre seguente, dopo le dimissioni di Ezio Capuano che gli era subentrato a sua volta, era stato ricontattato dalla società pugliese per un eventuale ritorno in panchina, ma aveva rifiutato l'offerta, interrompendo ogni rapporto con i rossoneri.
Il 12 novembre 2024, dopo l'esonero di Paolo Montero, è tornato sulla panchina della Juventus Next Gen, in quel momento all'ultimo posto in classifica. Sotto la sua guida la squadra è risalita in classifica, fino a terminare il campionato al nono posto, ottenendo la qualificazione ai play-off: qui ha raggiunto il secondo turno della prima fase, in cui la Juventus Next Gen è stata eliminata dopo un pareggio a reti bianche sul campo del Crotone per via del peggiore piazzamento conseguito in regular season rispetto ai calabresi.

## Statistiche

### Statistiche da allenatore
Statistiche aggiornate al 17 agosto 2025.
| Stagione                 | Squadra                  | Campionato               | Campionato | Campionato | Campionato | Campionato | Coppe nazionali | Coppe nazionali | Coppe nazionali | Coppe nazionali | Coppe nazionali | Coppe continentali | Coppe continentali | Coppe continentali | Coppe continentali | Coppe continentali | Altre coppe | Altre coppe | Altre coppe | Altre coppe | Altre coppe | Totale | Totale | Totale | Totale | % Vittorie | Piazzamento |
| Stagione                 | Squadra                  | Comp                     | G          | V          | N          | P          | Comp            | G               | V               | N               | P               | Comp               | G                  | V                  | N                  | P                  | Comp        | G           | V           | N           | P           | G      | V      | N      | P      | %          | Piazzamento |
| ------------------------ | ------------------------ | ------------------------ | ---------- | ---------- | ---------- | ---------- | --------------- | --------------- | --------------- | --------------- | --------------- | ------------------ | ------------------ | ------------------ | ------------------ | ------------------ | ----------- | ----------- | ----------- | ----------- | ----------- | ------ | ------ | ------ | ------ | ---------- | ----------- |
| 2022-2023                | Juventus Next Gen        | C                        | 38         | 13         | 10         | 15         | CI-C            | 8               | 5               | 0               | 3               | -                  | -                  | -                  | -                  | -                  | -           | -           | -           | -           | -           | 46     | 18     | 10     | 18     | 39,13      | 13º         |
| 2023-2024                | Juventus Next Gen        | C                        | 38+6       | 15+3       | 9+2        | 14+1       | CI-C            | 3               | 2               | 0               | 1               | -                  | -                  | -                  | -                  | -                  | -           | -           | -           | -           | -           | 47     | 20     | 11     | 16     | 42,55      | 7º          |
| lug.-set. 2024           | Foggia                   | C                        | 6          | 1          | 2          | 3          | CI-C            | 1               | 0               | 0               | 1               | -                  | -                  | -                  | -                  | -                  | -           | -           | -           | -           | -           | 7      | 1      | 2      | 4      | 14,29      | Eson.       |
| nov. 2024-2025           | Juventus Next Gen        | C                        | 20+2       | 11+1       | 4+1        | 5          | CI-C            | -               | -               | -               | -               | -                  | -                  | -                  | -                  | -                  | -           | -           | -           | -           | -           | 22     | 12     | 5      | 5      | 54,55      | Sub., 9º    |
| 2025-2026                | Juventus Next Gen        | C                        | 0          | 0          | 0          | 0          | CI-C            | 1               | 1               | 0               | 0               | -                  | -                  | -                  | -                  | -                  | -           | -           | -           | -           | -           | 1      | 1      | 0      | 0      | 100,00&    | in corso    |
| Totale Juventus Next Gen | Totale Juventus Next Gen | Totale Juventus Next Gen | 105        | 44         | 26         | 35         |                 | 12              | 8               | 0               | 4               |                    | -                  | -                  | -                  | -                  |             | -           | -           | -           | -           | 117    | 52     | 26     | 39     | 44,44      |             |
| Totale carriera          | Totale carriera          | Totale carriera          | 111        | 45         | 28         | 38         |                 | 13              | 8               | 0               | 5               |                    | -                  | -                  | -                  | -                  |             | -           | -           | -           | -           | 124    | 53     | 28     | 43     | 42,74      |             |

## Palmarès

### Giocatore

#### Club
- Campionato italiano di Serie B: 1

Siena: 2002-2003
- Coppa Italia Serie C: 1

Monza: 1990-1991

#### Nazionale
- Campionato d'Europa Under-21: 1

1996

### Allenatore
- Torneo Città di Arco: 2

Atalanta: 2016, 2017
- Campionato Allievi Nazionali: 1

Atalanta: 2015-2016
- Supercoppa Under-17: 1

Atalanta: 2016
- Torneo Internazionale Maggioni-Righi: 1

Atalanta: 2017
- Campionato Primavera: 2

Atalanta: 2018-2019, 2019-2020
- Supercoppa Primavera: 2

Atalanta: 2019, 2020